# دون برنس
دون برنس (بالإنجليزية: Don Prince)‏ هو لاعب كرة قاعدة أمريكي، ولد في 5 أبريل 1938 في كلاركتون في الولايات المتحدة، وتوفي في 8 نوفمبر 2017 في ميرتل بيتش في الولايات المتحدة.